# Joseph Zito
Joseph Zito (ur. 14 maja 1946 w Nowym Jorku) – amerykański reżyser, scenarzysta oraz producent filmowy.
W branży filmowej obecny był na przestrzeni lat 1975–2002. Jest twórcą filmów: Piątek, trzynastego IV: Ostatni rozdział (1984), Czerwony skorpion (1989), Zaginiony w akcji (1984), Zaginiony patrol (1999), Zabójca Rosemary (1981), Inwazja na USA (1985), Bloodrage (1979), Abduction (1975) i Power Play (2002); trzy pierwsze z nich były sukcesami komercyjnymi lat osiemdziesiątych. Wyprodukował m.in. wspomnianego Zabójcę Rosemary i – wykonawczo – Zaginiony patrol; ponadto jest twórcą scenariusza do filmu dokumentalnego Going to Pieces: The Rise and Fall of the Slasher Film (2006).
Żonaty z Bobbi Leigh Zito.